# کوه‌کپی
کوه‌کپی (نام علمی: Oreopithecus bambolii) نام یک گونه از تیره انسانیان است.